# Menen etióp császárné
Menen (Egua, Etiópia, 1889. március 25. – Addisz-Abeba, Etiópia, 1962. február 15.), születési neve: Valatta Gijorgisz, etióp császárné. Mikael vollói király unokája, V. Ijaszu etióp császár unokahúga és I. Hailé Szelasszié etióp császár második felesége.

## Élete

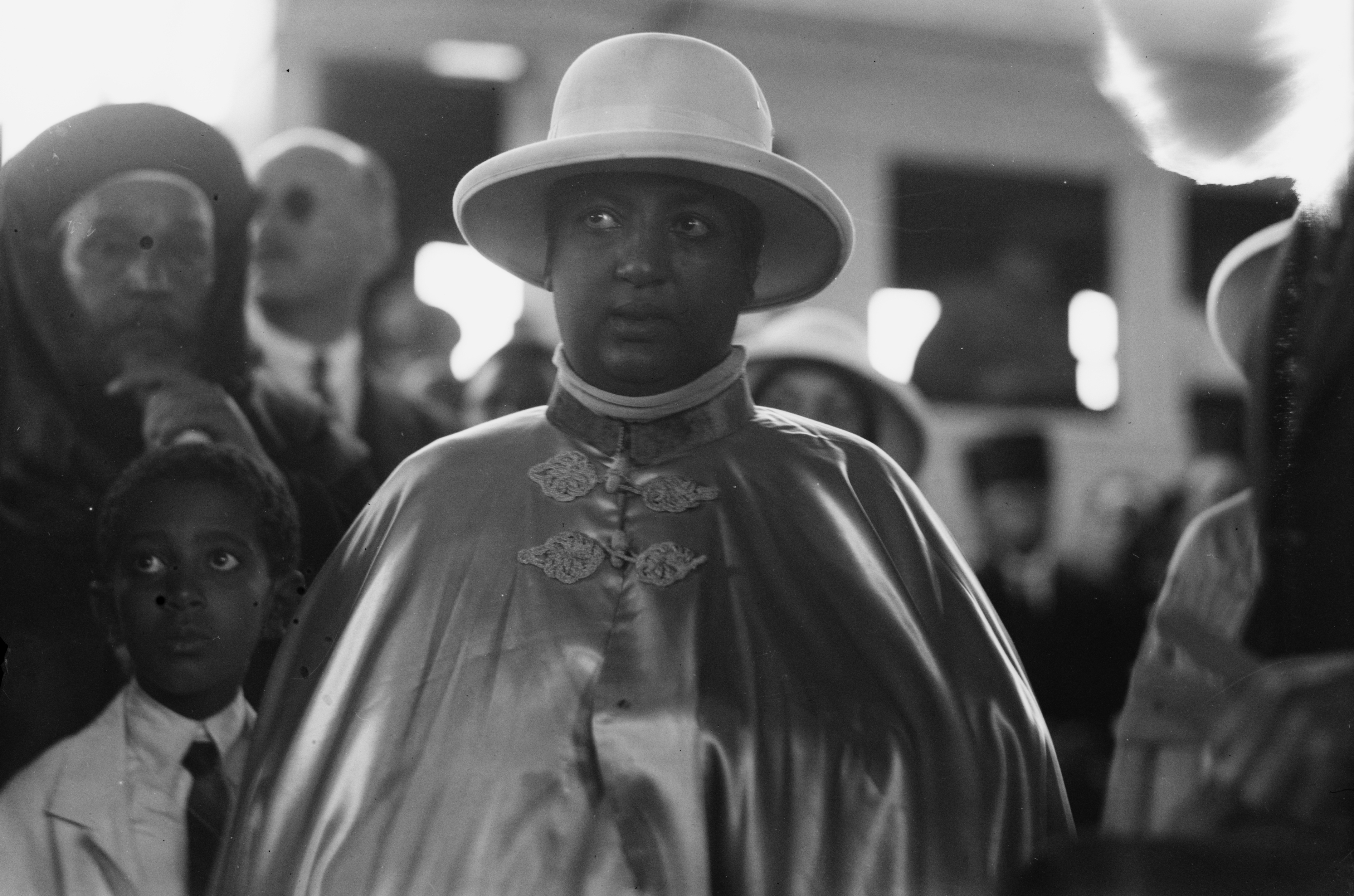
Menen császárné

Apja Aszfa Mikael, Ambasszel ura (dzsantirar). Anyja Szehin úrnő, aki Rasz Mikaelnek (1850 körül–1918), Volló királyának, V. Ijaszu etióp császár apjának volt a lánya. Menen császárné így V. Ijaszu császárnak volt az unokahúga.

## Gyermekei
- 1. férjétől, Ali úrtól, 2 gyermek:
  - Belajnes Ali úrnő
  - Aszfa Ali úr
- 2. férjétől, Amede úrtól, 2 gyermek
  - Gabre Ikziabhar Amede (1909–?) úr, felesége Jesvork, Rasz Mulugeta honvédelmi miniszter lánya, 1 leány
  - Deszta Amede úrnő
- 3. férjétől, Rasz Szeged hercegtől, Kefa kormányzójától, nem születtek gyermekei
- 4. férjétől, I. Hailé Szelasszié (1892–1975) etióp császártól, 6 gyermek:
  - Tenanye Vork hercegnő (1913–2003), 1. férje Deszta Damtu (1896/98–1937, Kasza és gimma kormányzója, 6 gyermek 2. férje Andargacsu Maszai (1902–1981), Szidamo kormányzója, újabb gyermekei nem születtek+1 házasságon kívüli leány
  - Aszfa Vosszen herceg (1916–1997), apja trónfosztása után 1974-től 1975-ig a távollétében Etiópia névleges uralkodója királyi rangban, 1989-től I. Amha Szelasszié néven címzetes etióp császár, 1. felesége Valatta Iszrael (–1988), Szejum Mangasa tigréi herceg lányaként IV. Johannész etióp császár dédunokája, elváltak, 1 leány, 2. felesége Medferias Vork (1925–2009), Abera Damtu leánya, 4 gyermek, többek között:
    - Zere (Zara) Jakob herceg (1953–), az etióp császári ház feje, felesége Nunu Getaneh, elváltak, 1 leány:
      - Lideta hercegnő

  - Zennebe Vork hercegnő (1917–1933), férje Hailé Szelasszié Gugsza (1907–1985), tigréi herceg, Araja Szelasszié tigréi király (Zauditu etióp császárnő első férje) unokájaként  IV. Johannész etióp császár dédunokája, 1 gyermek
  - Cahaj Vork hercegnő (1920–1942), férje Abije Atnaf Szegad (1918–1974), Vube Atnaf Szegednek, Zauditu etióp császárnő harmadik férjének az unokaöccse, nem születtek gyermekei
  - Makonnen herceg (1923–1957), felesége Sára Gizau (1928–), Harrar hercegnője, 5 fiú
  - Szahle Szelasszié herceg (1931–1962), felesége Mahazent (1937–), Ijabte Mariam Kumsza lánya, 1 fiú